# Calificările pentru Campionatul Mondial de Fotbal 2014 (UEFA) – Grupa G
Grupa G din Calificările pentru Campionatul Mondial de Fotbal 2014 (UEFA) a fost o grupă din zona de calificări UEFA pentru Campionatul Mondial de Fotbal 2014. Din grupă au făcut parte Grecia, Slovacia, Bosnia și Herțegovina, Lituania, Letonia și Liechtenstein.
Câștigătoarea grupei, Bosnia și Herțegovina, s-a calificat (în premieră) direct la Campionatul Mondial de Fotbal 2014. Cea de-a doua clasată, Grecia, s-a calificat la barajul pentru accederea la Campionatul Mondial de Fotbal 2014.

## Clasament
| Echipa                | MJ | V | E | Î | GM | GP | G   | Pct |
| --------------------- | -- | - | - | - | -- | -- | --- | --- |
| Bosnia și Herțegovina | 10 | 8 | 1 | 1 | 30 | 6  | +24 | 25  |
| Grecia                | 10 | 8 | 1 | 1 | 12 | 4  | +8  | 25  |
| Slovacia              | 10 | 3 | 4 | 3 | 11 | 10 | +1  | 13  |
| Lituania              | 10 | 3 | 2 | 5 | 9  | 11 | −2  | 11  |
| Letonia               | 10 | 2 | 2 | 6 | 10 | 20 | −10 | 8   |
| Liechtenstein         | 10 | 0 | 2 | 8 | 4  | 25 | −21 | 2   |

|                       | Bosnia și Herțegovina | Grecia | Letonia | Liechtenstein | Lituania | Slovacia |
| --------------------- | --------------------- | ------ | ------- | ------------- | -------- | -------- |
| Bosnia și Herțegovina | —                     | 3–1    | 4–1     | 4–1           | 3–0      | 0–1      |
| Grecia                | 0–0                   | —      | 1–0     | 2–0           | 2–0      | 1–0      |
| Letonia               | 0–5                   | 1–2    | —       | 2–0           | 2–1      | 2–2      |
| Liechtenstein         | 1–8                   | 0–1    | 1–1     | —             | 0–2      | 1–1      |
| Lituania              | 0–1                   | 0–1    | 2–0     | 2–0           | —        | 1–1      |
| Slovacia              | 1–2                   | 0–1    | 2–1     | 2–0           | 1–1      | —        |

## Meciuri
Programul meciurilor a fost stabilit la o întâlnire în Bratislava, Slovacia, pe 18 noiembrie 2011.
| Liechtenstein | 1–8    | Bosnia și Herțegovina                                         |
| ------------- | ------ | ------------------------------------------------------------- |
| Christen 60'  | Report | Misimović 26', 31' Ibišević 33', 39', 82' Džeko 46', 64', 80' |

| Lituania     | 1–1    | Slovacia   |
| ------------ | ------ | ---------- |
| Žaliūkas 18' | Report | Sapara 41' |

| Letonia          | 1–2    | Grecia                    |
| ---------------- | ------ | ------------------------- |
| Cauņa 41' (pen.) | Report | Spyropoulos 57' Gekas 69' |

| Bosnia și Herțegovina                     | 4–1    | Letonia   |
| ----------------------------------------- | ------ | --------- |
| Misimović 12', 54' Pjanić 44' Džeko 90+2' | Report | Gorkšs 5' |

| Slovacia               | 2–0    | Liechtenstein |
| ---------------------- | ------ | ------------- |
| Sapara 37' Jakubko 79' | Report |               |

| Grecia                  | 2–0    | Lituania |
| ----------------------- | ------ | -------- |
| Ninis 55' Mitroglou 72' | Report |          |

| Liechtenstein | 0–2    | Lituania            |
| ------------- | ------ | ------------------- |
|               | Report | Česnauskis 50', 74' |

| Slovacia                   | 2–1    | Letonia                 |
| -------------------------- | ------ | ----------------------- |
| Hamšík 5' (pen.) Sapara 9' | Report | Verpakovskis 84' (pen.) |

| Grecia | 0–0    | Bosnia și Herțegovina |
| ------ | ------ | --------------------- |
|        | Report |                       |

| Letonia                | 2–0    | Liechtenstein |
| ---------------------- | ------ | ------------- |
| Kamešs 29' Gauračs 77' | Report |               |

| Bosnia și Herțegovina             | 3–0    | Lituania |
| --------------------------------- | ------ | -------- |
| Ibišević 29' Džeko 35' Pjanić 41' | Report |          |

| Slovacia | 0–1    | Grecia          |
| -------- | ------ | --------------- |
|          | Report | Salpingidis 63' |

| Liechtenstein | 1–1    | Letonia   |
| ------------- | ------ | --------- |
| Polverino 17' | Report | Cauņa 30' |

| Slovacia    | 1–1    | Lituania   |
| ----------- | ------ | ---------- |
| Jakubko 40' | Report | Šernas 19' |

| Bosnia și Herțegovina       | 3–1    | Grecia      |
| --------------------------- | ------ | ----------- |
| Džeko 29', 53' Ibišević 36' | Report | Gekas 90+3' |

| Letonia | 0–5    | Bosnia și Herțegovina                                      |
| ------- | ------ | ---------------------------------------------------------- |
|         | Report | Lulić 48' Ibišević 53' Medunjanin 63' Pjanić 80' Džeko 82' |

| Liechtenstein | 1–1    | Slovacia   |
| ------------- | ------ | ---------- |
| Büchel 13'    | Report | Ďurica 73' |

| Lituania | 0–1    | Grecia                 |
| -------- | ------ | ---------------------- |
|          | Report | Christodoulopoulos 20' |

| Letonia                  | 2–1    | Lituania         |
| ------------------------ | ------ | ---------------- |
| Bulvītis 20' Zjuzins 42' | Report | Matulevičius 44' |

| Bosnia și Herțegovina | 0–1    | Slovacia     |
| --------------------- | ------ | ------------ |
|                       | Report | Pečovský 77' |

| Liechtenstein | 0–1    | Grecia        |
| ------------- | ------ | ------------- |
|               | Report | Mitroglou 72' |

| Lituania                       | 2–0    | Liechtenstein |
| ------------------------------ | ------ | ------------- |
| Matulevičius 18' Kijanskas 40' | Report |               |

| Slovacia   | 1–2    | Bosnia și Herțegovina     |
| ---------- | ------ | ------------------------- |
| Hamšík 43' | Report | Bičakčić 70' Hajrović 78' |

| Grecia          | 1–0    | Letonia |
| --------------- | ------ | ------- |
| Salpingidis 58' | Report |         |

| Lituania                  | 2–0    | Letonia |
| ------------------------- | ------ | ------- |
| Cernych 7' Mikoliūnas 68' | Report |         |

| Bosnia și Herțegovina                     | 4–1    | Liechtenstein |
| ----------------------------------------- | ------ | ------------- |
| Džeko 27', 39' Misimović 34' Ibišević 38' | Report | Hasler 61'    |

| Grecia            | 1–0    | Slovacia |
| ----------------- | ------ | -------- |
| Škrtel 44' (o.g.) | Report |          |

| Grecia                        | 2–0    | Liechtenstein |
| ----------------------------- | ------ | ------------- |
| Salpingidis 7' Karagounis 81' | Report |               |

| Lituania | 0–1    | Bosnia și Herțegovina |
| -------- | ------ | --------------------- |
|          | Report | Ibišević 68'          |

| Letonia               | 2–2    | Slovacia              |
| --------------------- | ------ | --------------------- |
| Šabala 47' Rode 90+2' | Report | Jakubko 9' Saláta 16' |

## Marcatori
S-au marcat 76 de goluri în 30 de meciuri, cu o medie de 2,53 goluri per meci.
10 goluri
| - Edin Džeko |

8 goluri
| - Vedad Ibišević |

5 goluri
| - Zvjezdan Misimović |

3 goluri
| - Miralem Pjanić - Dimitris Salpingidis | - Martin Jakubko | - Marek Sapara |

2 goluri
| - Theofanis Gekas - Konstantinos Mitroglou | - Aleksandrs Cauņa - Edgaras Česnauskis | - Deivydas Matulevičius - Marek Hamšík |  |

1 gol
| - Ermin Bičakčić - Izet Hajrović - Senad Lulić - Haris Medunjanin - Lazaros Christodoulopoulos - Giorgos Karagounis - Sotiris Ninis - Nikos Spyropoulos - Nauris Bulvītis - Edgars Gauračs | - Kaspars Gorkšs - Vladimirs Kamešs - Renārs Rode - Valērijs Šabala - Māris Verpakovskis - Artūrs Zjuzins - Martin Büchel - Mathias Christen - Nicolas Hasler | - Michele Polverino - Fiodor Cernych - Tadas Kijanskas - Saulius Mikoliūnas - Darvydas Šernas - Marius Žaliūkas - Jan Durica - Viktor Pečovský - Kornel Saláta |

1 autogol
| - Martin Škrtel (vs Grecia) |

## Disciplină
| Poz. | Jucător                  | Țara          | Cartonaș galben | Cartonaș roșu | Suspendat pentru meciul                                                     | Motiv                       |
| ---- | ------------------------ | ------------- | --------------- | ------------- | --------------------------------------------------------------------------- | --------------------------- |
| A    | Tadas Labukas            | Lituania      | 2               | 1             | vs Liechtenstein (12 octombrie 2012)                                        | Eliminat                    |
| F    | Daniel Kaufmann          | Liechtenstein | 2               | 1             | vs Letonia (22 martie 2013)                                                 | Eliminat                    |
| M    | Viktor Pečovský          | Slovacia      | 0               | 1             | vs Liechtenstein (11 septembrie 2012)                                       | Eliminat                    |
| M    | Aleksandrs Fertovs       | Letonia       | 0               | 1             | vs Lituania (6 septembrie 2013)                                             | Eliminat                    |
| M    | Gediminas Vičius         | Lituania      | 4               | 0             | vs Liechtenstein (12 octombrie 2012)                                        | Cumul de cartonașe          |
| A    | Mathias Christen         | Liechtenstein | 4               | 0             | vs Lituania (12 octombrie 2012) vs Lituania (10 septembrie 2013)            | Cumul de cartonașe          |
| M    | Edgaras Česnauskis       | Lituania      | 4               | 0             | vs Bosnia și Herțegovina (16 octombrie 2012) vs Letonia (11 octombrie 2013) | Cumul de cartonașe          |
| M    | Saulius Mikoliūnas       | Lituania      | 2               | 0             | vs Bosnia și Herțegovina (16 octombrie 2012)                                | Cumul de cartonașe          |
| F    | Oskars Kļava             | Letonia       | 2               | 0             | vs Liechtenstein (16 octombrie 2012)                                        | Cumul de cartonașe          |
| F    | Ritus Krjauklis          | Letonia       | 2               | 0             | vs Liechtenstein (16 octombrie 2012)                                        | Cumul de cartonașe          |
| F    | Arūnas Klimavičius       | Lituania      | 2               | 0             | vs Slovacia (22 martie 2013)                                                | Cumul de cartonașe          |
| F    | Deniss Ivanovs           | Letonia       | 2               | 0             | vs Liechtenstein (22 martie 2013)                                           | Cumul de cartonașe          |
| M    | Michal Breznaník         | Slovacia      | 2               | 0             | vs Lituania (22 martie 2013)                                                | Cumul de cartonașe          |
| F    | Ritvars Rugins           | Letonia       | 2               | 1             | vs Bosnia și Herțegovina (7 iunie 2013) vs Lituania (11 octombrie 2013)     | Cumul de cartonașe Eliminat |
| M    | Franz Burgmeier          | Liechtenstein | 4               | 0             | vs Slovacia (7 iunie 2013) vs Bosnia și Herțegovina (11 octombrie 2013)     | Cumul de cartonașe          |
| M    | Michele Polverino        | Liechtenstein | 3               | 0             | vs Slovacia (7 iunie 2013)                                                  | Cumul de cartonașe          |
| F    | Martin Stocklasa         | Liechtenstein | 3               | 0             | vs Slovacia (7 iunie 2013)                                                  | Cumul de cartonașe          |
| A    | Martin Jakubko           | Slovacia      | 3               | 0             | vs Lituania (7 iunie 2013)                                                  | Cumul de cartonașe          |
| F    | Martin Škrtel            | Slovacia      | 2               | 0             | vs Lituania (7 iunie 2013)                                                  | Cumul de cartonașe          |
| M    | Deividas Šemberas        | Lituania      | 2               | 0             | vs Grecia (7 iunie 2013)                                                    | Cumul de cartonașe          |
| A    | Darvydas Šernas          | Lituania      | 2               | 0             | vs Grecia (7 iunie 2013)                                                    | Cumul de cartonașe          |
| M    | Nicolas Hasler           | Liechtenstein | 3               | 0             | vs Grecia (6 septembrie 2013)                                               | Cumul de cartonașe          |
| A    | Georgios Samaras         | Grecia        | 2               | 0             | vs Liechtenstein (6 septembrie 2013)                                        | Cumul de cartonașe          |
| A    | Dimitrios Salpingidis    | Grecia        | 2               | 0             | vs Liechtenstein (6 septembrie 2013)                                        | Cumul de cartonașe          |
| A    | Artjoms Rudņevs          | Letonia       | 2               | 0             | vs Grecia (10 septembrie 2013)                                              | Cumul de cartonașe          |
| A    | Valērijs Šabala          | Letonia       | 2               | 0             | vs Grecia (10 septembrie 2013)                                              | Cumul de cartonașe          |
| M    | Mindaugas Panka          | Lituania      | 3               | 0             | vs Liechtenstein (10 septembrie 2013)                                       | Cumul de cartonașe          |
| M    | David Hasler             | Liechtenstein | 2               | 1             | vs Lituania (10 septembrie 2013)                                            | Eliminat                    |
| M    | José Holebas             | Grecia        | 3               | 1             | vs Letonia (10 septembrie 2013)                                             | Eliminat                    |
| M    | Sandro Wieser            | Liechtenstein | 2               | 0             | vs Bosnia și Herțegovina (11 octombrie 2013)                                | Cumul de cartonașe          |
| M    | Konstantinos Katsouranis | Grecia        | 3               | 1             | vs Slovacia (11 octombrie 2013)                                             | Eliminat                    |
| M    | Giannis Maniatis         | Grecia        | 2               | 0             | vs Liechtenstein (15 octombrie 2013)                                        | Cumul de cartonașe          |
| M    | Vladimir Weiss           | Slovacia      | 2               | 0             | vs Letonia (15 octombrie 2013)                                              | Cumul de cartonașe          |
| M    | Miroslav Stoch           | Slovacia      | 2               | 0             | vs Letonia (15 octombrie 2013)                                              | Cumul de cartonașe          |
| F    | Tomáš Hubočan            | Slovacia      | 2               | 0             | vs Letonia (15 octombrie 2013)                                              | Cumul de cartonașe          |
| M    | Panagiotis Kone          | Grecia        | 2               | 0             | vs România (15 noiembrie 2013)                                              | Cumul de cartonașe          |